# Donja Vrućica
Donja Vrućica falu Horvátországban, Dubrovnik-Neretva megyében. Közigazgatásilag Trpanjhoz tartozik.

## Fekvése
Makarskától légvonalban 35 km-re délkeletre, Dubrovnik városától légvonalban 81, közúton 108 km-re északnyugatra, községközpontjától légvonalban 4, közúton 7 km-re nyugatra, a Pelješac-félsziget nyugati felén, a Mokalo-hegy lábánál fekszik.

## Története
A félsziget barlangjaiban talált régészeti leletek tanúsága szerint területe már az őskorban lakott volt. Az itt elő első ismert nép az illírek voltak akiknek a település határában emelkedő Gradac nevű magaslaton erődített településük volt. Az illírek jelenlétének bizonyítéka az az öt halomsír is, mely a település határában található. Az illírek i. e. 30-ig uralták a térséget, amikor Octavianus hadai végső győzelmet arattak felettük. A római légionáriusok a félsziget több pontján letelepedtek magukkal hozva kultúrájukat, életmódjukat, szokásaikat. A római villagazdaságokban nagy mennyiségű gabonát, olívaolajat, bort, sózott halat és más élelmiszert állítottak elő, melyekkel élénk kereskedelmet folytattak. Ezek a tágas, kényelmesen berendezett épületek központi fűtéssel, díszes mozaikpadlóval, luxustárgyakkal rendelkeztek. A község területén több villagazdaság maradványai is megtalálhatók.
A horvátok ősei a 7. században érkeztek erre a vidékre. A térség urai sűrűn váltogatták egymást, majd a 14. századtól a 18. század végéig a Raguzai Köztársasághoz tartozott. A köztársaságot képviselő kapitányok kezdetben Trstenicáról, majd Janjinából igazgatták. Plébániáját 1548-ban alapították, ekkor épült a plébániatemplom is. A plébániához kezdetben Donja- és Gornja Vrućica, valamint Duba mellett Trpanj is hozzá tartozott. A mai községközpont akkor még kisebb település volt. A 19. század-ban azonban Trpanj gyorsan fejlődött. 1844-ben előbb saját káplánja, majd 1850-től önálló plébániája lett. 1806-ban a Raguzai Köztársaságot legyőző franciák uralma alá került, de Napóleon bukása után 1815-ben a berlini kongresszus a Habsburgoknak ítélte. 1857-ben 320, 1910-ben 222 lakosa volt. 1918-ban az új szerb-horvát-szlovén állam, majd később Jugoszlávia része lett. A második világháború idején a települést súlyos károk érték. 1942. szeptember 20-án az olasz megszállók felgyújtották és számos lakóház mellett a plébániaépülete is leégett. Ekkor égtek el a település 1681 óta vezetett anyakönyvei is. Nagy kivándorlási hullám volt az 1980-as években, amikor tíz év alatt a népesség száma közel a felére esett vissza. 1991-től a független Horvátországhoz tartozik. 2011-ben a településnek 33 lakosa volt.

## Népesség

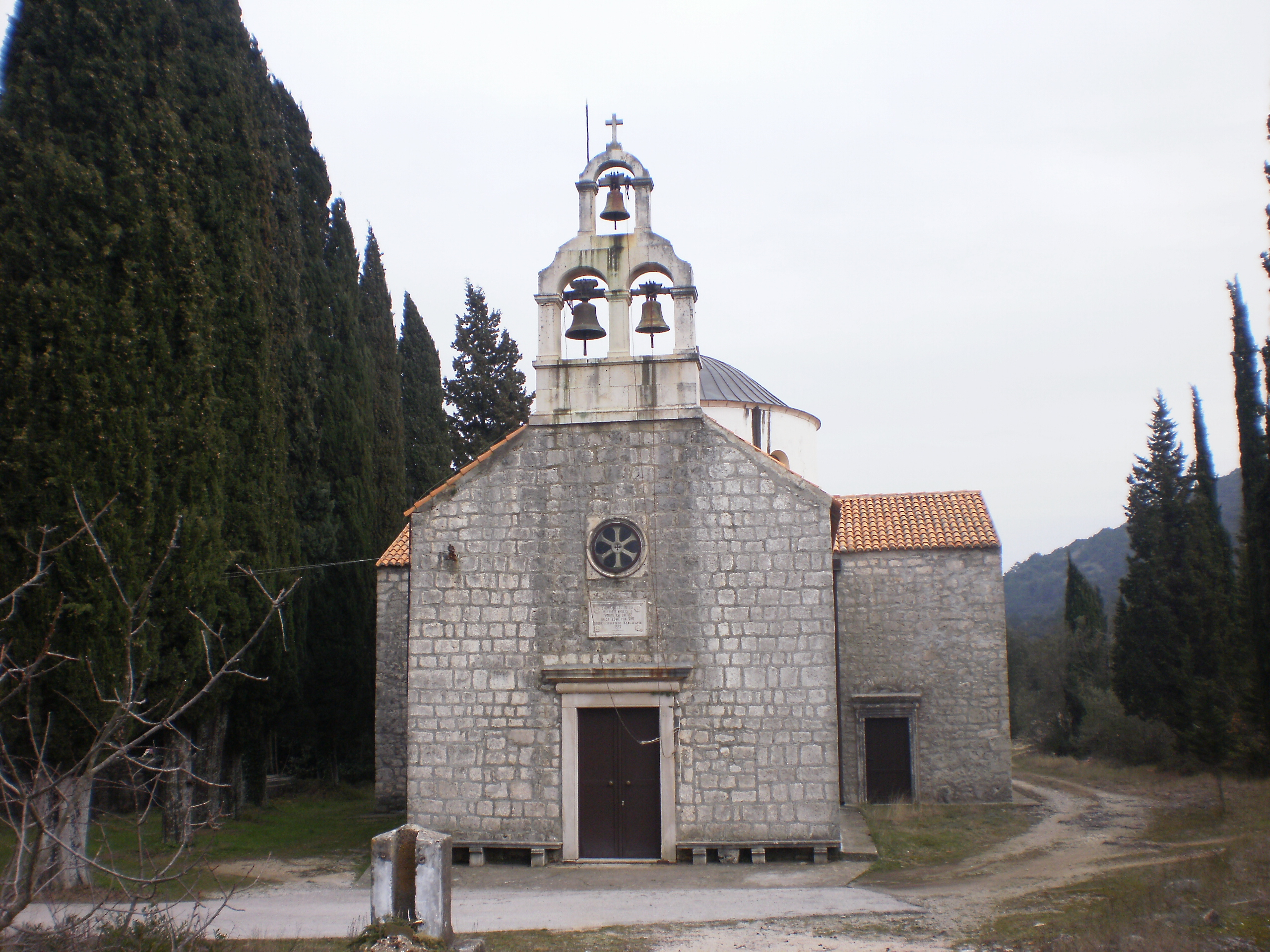
A Szent Kozma és Damján plébániatemplom

| Lakosság változása | Lakosság változása | Lakosság változása | Lakosság változása | Lakosság változása | Lakosság változása | Lakosság változása | Lakosság változása | Lakosság változása | Lakosság változása | Lakosság változása | Lakosság változása | Lakosság változása | Lakosság változása | Lakosság változása | Lakosság változása |
| ------------------ | ------------------ | ------------------ | ------------------ | ------------------ | ------------------ | ------------------ | ------------------ | ------------------ | ------------------ | ------------------ | ------------------ | ------------------ | ------------------ | ------------------ | ------------------ |
| 1857               | 1869               | 1880               | 1890               | 1900               | 1910               | 1921               | 1931               | 1948               | 1953               | 1961               | 1971               | 1981               | 1991               | 2001               | 2011               |
| 320                | 310                | 289                | 296                | 232                | 222                | 227                | 235                | 198                | 190                | 185                | 149                | 109                | 65                 | 48                 | 33                 |

## Nevezetességei
- Szent Kozma és Damján tiszteletére szentelt plébániatemploma 1548-ban épült. 1873-ban bővítették és latin kereszt alaprajzot kapott, melyet kupola díszített. Antun Cibilić atya aki hosszú ideig volt plébános a településen tehetséges festő is volt. Ő készíttette a nagyoltárt, melyre Szent Kozma és Damján, Szent Balázs és Szent Ferenc képeit festette. Amikor meghalt ez oltár alá temetkezett. A Szűz Mária tiszteletére szentelt mellékoltárt 1874-ben emeltette Matteo Štuk atya. Az oltárkép a valparaisoi Ventura Kunić munkája, aki a képet férje szülőföldje templomának ajándékozta. A templomot 1873. szeptember 8-án szentelték fel.
- Említésre méltók a gazdag Bunić és a Ranjina családok nyári rezidenciái, utóbbiban kápolna is található.
- A népi építészet szép példáit láthatjuk Ženjevka, Veli Vrh, Donje Selo és Šeputi településrészeken.

## Gazdaság
A lakosság fő bevételi forrása a turizmus és a mezőgazdaság. A falu határában főként szőlőt és olajbogyót termesztenek.

## Oktatás
A magánoktatás 1854-ben kezdődött, később megnyílt a népiskola is. Ma a településen már nem működik iskola, az itteni gyermekek Trpanjra járnak iskolába.